# 豊通テック
株式会社豊通テック（英:  TOYOTSU TEC CORPORATION）は、愛知県豊田市堤町に本社を置く豊田通商グループの自動車部品メーカー。
2018年（平成30年）4月1日、トキワエンジニアリング株式会社と株式会社豊通テクノが経営統合して設立（存続会社はトキワエンジニアリング）。

## 沿革
- 1937年 - ゴム製品加工販売業としてトキワ工業所創業。
- 1947年 - 法人に改組、株式会社トキワ工業所創立。
- 1953年 - 従来のゴム、プラスチック製品の販売に加え産業用耐蝕設備装置などの設計・製作を開始。
- 1954年 - 東京営業所開設（以降　広島、知多、九州、富士、札幌に各営業所開設）。
- 1980年 - 社名をトキワエンジニアリング株式会社に改称、名古屋市に本社社屋を新築。
- 1988年
  - 本社社屋に隣接し、技術センターを新築。
  - 専用機、機械装置の試運転工場として名古屋調整工場を開設。
- 1994年 - 同工場内に、精密機械組立用クリーンルーム設置
- 2003年 - ISO9001:2000認証取得。
- 2004年 - ISO14001:2004認証取得。
- 2009年
  - 設立60周年（創業70周年）を迎える。
  - 技術センターと名古屋調整工場を統合し、春日井工場を開設。
- 2012年
  - 豊田通商株式会社のグループ会社となる。
  - 東京・富士営業所移転統合。
  - 知多・本社移転統合。
  - 札幌営業所移転、名称を北海道営業所に変更。
  - 小垣江駐在所を西尾駐在所に移転。
- 2018年 - 豊通テクノを吸収合併、豊通テックに社号を変更。

## 事業所
- 本社
  - 愛知県豊田市堤町東住吉50番地
- 春日井事業所
  - 愛知県春日井市味美西本町1744番地の1
- 東京営業所
  - 〒108-0075 東京都港区港南2丁目3番13号 品川フロントビル5階（豊通マシナリー東京支店内）
- 名古屋事業所
  - 愛知県名古屋市昭和区広路町隼人15番13
- 九州営業所
  - 福岡県北九州市八幡西区上上津役3丁目14番8号(メゾン21カワナミ1F)